# Stepnoïe (raïon de Marinka)
Stepnoïe (en russe Степное, en ukrainien Stepne Степне) est un village situé à l'est de l' Ukraine dans la région de Donetsk (Donbass) et le raïon de Marïnka. Sa population, russophone, était de 1 305 habitants au recensement de 2001.

## Géographie
Ce village se trouve à 195 m d'altitude. Il se trouve à côté du village de Polnoïe.

## Histoire
Le village prend son nom actuel en 1957. C'était une partie du kolkhoze Elenovski. Il fait partie d'une région conquise par la république populaire de Donetsk entre avril et août 2014. Le village est repris par les forces de la RPD le 19 mars 2022, dans le cadre de l'invasion de l'Ukraine par la Russie.